# Parambia glenealis
Parambia glenealis là một loài bướm đêm trong họ Crambidae.